# La Danse du feu (film, 1899)
Pour les articles homonymes, voir La Danse du feu.
Pour plus de détails, voir Fiche technique et Distribution.
La Danse du feu, aussi connu sous le nom de La Colonne de feu, est un film français réalisé par Georges Méliès, sorti en 1899. Le film contient une chorégraphie de danse serpentine.

## Synopsis
Un diable apparaît dans un nuage de fumée derrière une casserole géante dans une cheminée. Il entame une sarabande autour de celle-ci, allumant le feu au bois sous la casserole à l'aide de sa fourche puis l'attisant grâce à un grand soufflet décroché du mur. Une apparition apparaît dans la casserole pendant qu'il attise le feu. La casserole disparaît et l'apparition, la flamme vivante Ayesha, se met à danser sur le bois, causant beaucoup de fumée avant de disparaître à son tour.

## Fiche technique
- Titre original : La Danse du feu
- Réalisation : Georges Méliès
- Production : Georges Méliès
- Société de production : Star Film
- Pays d'origine :  France
- Format : noir et blanc colorisé - muet
- Durée : 1 minute 5 secondes
- Date de sortie : France : 1899

## Distribution
- Jehanne d'Alcy : Ayesha, la flamme vivante
- Georges Méliès : le diable